# Vielprat
Vielprat est une commune française située dans le département de la Haute-Loire en région Auvergne-Rhône-Alpes.

## Géographie

### Localisation
La commune de Vielprat se trouve dans le département de la Haute-Loire, en région Auvergne-Rhône-Alpes.
Elle se situe à 36 km par la route du Puy-en-Velay, préfecture du département, et à 28 km de Cussac-sur-Loire, bureau centralisateur du canton du Velay volcanique dont dépend la commune depuis 2015 pour les élections départementales.
Les communes les plus proches sont : 
Salettes (1,3 km), Arlempdes (2,7 km), Saint-Arcons-de-Barges (3,0 km), Lafarre (3,1 km), Goudet (4,5 km), Alleyrac (4,7 km), Barges (5,1 km), Coucouron (5,8 km).
| Arlempdes              |          | Salettes |
|                        | Vielprat |          |
| Saint-Arcons-de-Barges |          | Lafarre  |

### Climat
Pour des articles plus généraux, voir Climat d'Auvergne-Rhône-Alpes et Climat de la Haute-Loire.
En 2010, le climat de la commune est de type climat de montagne, selon une étude du Centre national de la recherche scientifique s'appuyant sur une série de données couvrant la période 1971-2000. En 2020, Météo-France publie une typologie des climats de la France métropolitaine dans laquelle la commune est exposée à un climat de montagne ou de marges de montagne et est dans la région climatique Sud-est du Massif Central, caractérisée par une pluviométrie annuelle de 1 000 à 1 500 mm, minimale en été, maximale en automne.
Pour la période 1971-2000, la température annuelle moyenne est de 8,3 °C, avec une amplitude thermique annuelle de 16,1 °C. Le cumul annuel moyen de précipitations est de 1 042 mm, avec 8,4 jours de précipitations en janvier et 6,3 jours en juillet. Pour la période 1991-2020, la température moyenne annuelle observée sur la station météorologique de Météo-France la plus proche, « Saint-Paul-de-Tartas », sur la commune de Saint-Paul-de-Tartas à 7 km à vol d'oiseau, est de 7,3 °C et le cumul annuel moyen de précipitations est de 787,7 mm,. Pour l'avenir, les paramètres climatiques de la commune estimés pour 2050 selon différents scénarios d'émission de gaz à effet de serre sont consultables sur un site dédié publié par Météo-France en novembre 2022.

## Urbanisme

### Typologie
Au 1er janvier 2024, Vielprat est catégorisée commune rurale à habitat très dispersé, selon la nouvelle grille communale de densité à sept niveaux définie par l'Insee en 2022.
Elle est située hors unité urbaine et hors attraction des villes,.

### Occupation des sols
L'occupation des sols de la commune, telle qu'elle ressort de la base de données européenne d’occupation biophysique des sols Corine Land Cover (CLC), est marquée par l'importance des forêts et milieux semi-naturels (55 % en 2018), une proportion identique à celle de 1990 (55 %). La répartition détaillée en 2018 est la suivante : 
forêts (52,8 %), prairies (34,8 %), zones agricoles hétérogènes (10,2 %), milieux à végétation arbustive et/ou herbacée (2,3 %). L'évolution de l’occupation des sols de la commune et de ses infrastructures peut être observée sur les différentes représentations cartographiques du territoire : la carte de Cassini (XVIIIe siècle), la carte d'état-major (1820-1866) et les cartes ou photos aériennes de l'IGN pour la période actuelle (1950 à aujourd'hui).

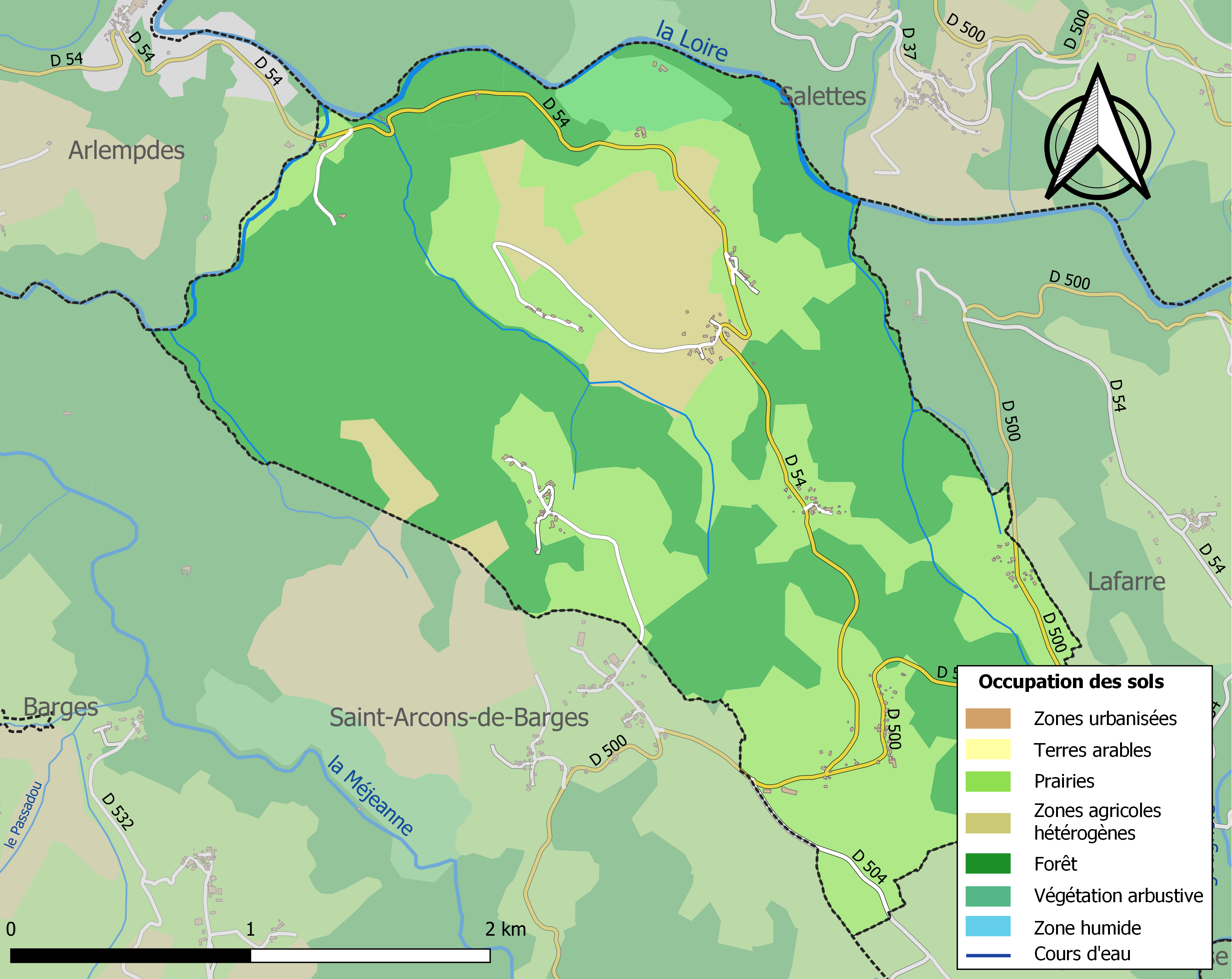
Carte des infrastructures et de l'occupation des sols de la commune en 2018 (CLC).

### Habitat et logement
En 2018, le nombre total de logements dans la commune était de 97, alors qu'il était de 98 en 2013 et de 100 en 2008.
Parmi ces logements, 36,7 % étaient des résidences principales, 59 % des résidences secondaires et 4,3 % des logements vacants. Ces logements étaient pour 98 % d'entre eux des maisons individuelles et pour 2 % des appartements.
Le tableau ci-dessous présente la typologie des logements à Vielprat en 2018 en comparaison avec celle de la Haute-Loire et de la France entière. Une caractéristique marquante du parc de logements est ainsi une proportion de résidences secondaires et logements occasionnels (59 %) supérieure à celle du département (16,1 %) et à celle de la France entière (9,7 %). Concernant le statut d'occupation de ces logements, 87,2 % des habitants de la commune sont propriétaires de leur logement (93,3 % en 2013), contre 70 % pour la Haute-Loire et 57,5 pour la France entière.
| Typologie                                               | Vielprat | Haute-Loire | France entière |
| ------------------------------------------------------- | -------- | ----------- | -------------- |
| Résidences principales (en %)                           | 36,7     | 71,5        | 82,1           |
| Résidences secondaires et logements occasionnels (en %) | 59       | 16,1        | 9,7            |
| Logements vacants (en %)                                | 4,3      | 12,4        | 8,2            |

## Toponymie
Les formes anciennes sont Vielprat en 1225, Vetus Paratum en 1290, Vetus Pratum en 1298, Ecclesia parochialis S. Martini de Veteri Prato, Parochia Belli Prati en 1484, Velprat en 1521, Vilprat en 1583.
Le toponyme Vielprat dériverait d'un pré ancien, évoquant probablement une terre autrefois défrichée en comparaison avec des sols nouvellement cultivés.

## Histoire
Après la chute de l'Empire romain en 476, la province du Vivarais passe sous la domination des Burgondes. Elle connaît des famines en 1030 et 1481, ainsi qu'une épidémie de peste en 1449. En 1500, la Bastide, maison forte de Vielprat, est mentionnée. En 1789, Vielprat faisait partie de la province du Vivarais et du bailliage de Villeneuve-de-Berg. Son église paroissiale, dans le diocèse de Viviers et l'archiprêtré de Sablières, était consacrée à saint Martin. Au XIXe siècle, le prêtre Pierre Aurand fait construire une église, et à la fin du XXe siècle, une mission religieuse y est prêchée,.

## Politique et administration

### Découpage territorial
La commune de Vielprat est membre de la communauté de communes des Pays de Cayres et de Pradelles, un établissement public de coopération intercommunale (EPCI) à fiscalité propre créé le 31 décembre 2000 dont le siège est à Costaros. Ce dernier est par ailleurs membre d'autres groupements intercommunaux.
Sur le plan administratif, elle est rattachée à l'arrondissement du Puy-en-Velay, au département de la Haute-Loire, en tant que circonscription administrative de l'État, et à la région Auvergne-Rhône-Alpes.
Sur le plan électoral, elle dépend du canton du Velay volcanique pour l'élection des conseillers départementaux, depuis le redécoupage cantonal de 2014 entré en vigueur en 2015, et de la deuxième circonscription de la Haute-Loire   pour les élections législatives, depuis le redécoupage électoral de 1986.

### Élections municipales et communautaires

#### Élections de 2020
Le conseil municipal de Vielprat, commune de moins de 1 000 habitants, est élu au scrutin majoritaire plurinominal à deux tours avec candidatures isolées ou groupées et possibilité de panachage. Compte tenu de la population communale, le nombre de sièges à pourvoir lors des élections municipales de 2020 est de 7. La totalité des sept candidats en lice est élue dès le premier tour, le 15 mars 2020, avec un taux de participation de 78,08 %.
Dany Jouffroy est élue nouvelle maire de la commune le 23 mai 2020.
Dans les communes de moins de 1 000 habitants, les conseillers communautaires sont désignés parmi les conseillers municipaux élus en suivant l’ordre du tableau (maire, adjoints puis conseillers municipaux) et dans la limite du nombre de sièges attribués à la commune au sein du conseil communautaire. Un siège est attribué à la commune au sein de la communauté de communes des Pays de Cayres et de Pradelles.

#### Liste des maires
| Période                                  | Période    | Identité        | Étiquette | Qualité |
| ---------------------------------------- | ---------- | --------------- | --------- | ------- |
| Les données manquantes sont à compléter. |            |                 |           |         |
| avant 1988                               | ?          | Louis Laurent   |           |         |
| mars 2001                                | avril 2014 | Raymond Sauréty |           |         |
| avril 2014                               | 2020       | Thérèse Bernier |           |         |
| 2020                                     | En cours   | Dany Jouffroy   |           |         |

## Population et société

### Démographie

#### Évolution démographique
L'évolution du nombre d'habitants est connue à travers les recensements de la population effectués dans la commune depuis 1793. Pour les communes de moins de 10 000 habitants, une enquête de recensement portant sur toute la population est réalisée tous les cinq ans, les populations de référence des années intermédiaires étant quant à elles estimées par interpolation ou extrapolation. Pour la commune, le premier recensement exhaustif entrant dans le cadre du nouveau dispositif a été réalisé en 2004.

En 2022, la commune comptait 67 habitants, en évolution de +36,73 % par rapport à 2016 (Haute-Loire : +0,36 %, France hors Mayotte : +2,11 %).
| 1793 | 1800 | 1806 | 1821 | 1831 | 1836 | 1841 | 1846 | 1851 |
| ---- | ---- | ---- | ---- | ---- | ---- | ---- | ---- | ---- |
| 434  | 329  | 387  | 376  | 391  | 367  | 408  | 415  | 508  |

| 1856 | 1861 | 1866 | 1872 | 1876 | 1881 | 1886 | 1891 | 1896 |
| ---- | ---- | ---- | ---- | ---- | ---- | ---- | ---- | ---- |
| 407  | 343  | 445  | 391  | 401  | 439  | 447  | 430  | 387  |

| 1901 | 1906 | 1911 | 1921 | 1926 | 1931 | 1936 | 1946 | 1954 |
| ---- | ---- | ---- | ---- | ---- | ---- | ---- | ---- | ---- |
| 379  | 408  | 412  | 318  | 331  | 277  | 285  | 215  | 187  |

| 1962 | 1968 | 1975 | 1982 | 1990 | 1999 | 2004 | 2006 | 2009 |
| ---- | ---- | ---- | ---- | ---- | ---- | ---- | ---- | ---- |
| 157  | 135  | 119  | 109  | 84   | 66   | 65   | 64   | 63   |

| 2014 | 2019 | 2022 | - | - | - | - | - | - |
| ---- | ---- | ---- | - | - | - | - | - | - |
| 50   | 67   | 67   | - | - | - | - | - | - |

#### Pyramide des âges
La population de la commune est relativement âgée.
En 2018, le taux de personnes d'un âge inférieur à 30 ans s'élève à 7,5 %, soit en dessous de la moyenne départementale (31 %). À l'inverse, le taux de personnes d'âge supérieur à 60 ans est de 62,6 % la même année, alors qu'il est de 31,1 % au niveau départemental.
En 2018, la commune comptait 32 hommes pour 29 femmes, soit un taux de 52,46 % d'hommes, largement supérieur au taux départemental (49,13 %).
Les pyramides des âges de la commune et du département s'établissent comme suit.
| Hommes | Classe d’âge | Femmes |
| ------ | ------------ | ------ |
| 2,9    | 90 ou +      | 3,1    |
| 0,0    | 75-89 ans    | 15,6   |
| 57,1   | 60-74 ans    | 46,9   |
| 22,9   | 45-59 ans    | 18,8   |
| 5,7    | 30-44 ans    | 12,5   |
| 5,7    | 15-29 ans    | 0,0    |
| 5,7    | 0-14 ans     | 3,1    |

| Hommes | Classe d’âge | Femmes |
| ------ | ------------ | ------ |
| 0,9    | 90 ou +      | 2,5    |
| 8,4    | 75-89 ans    | 11,7   |
| 20,4   | 60-74 ans    | 20,5   |
| 21,3   | 45-59 ans    | 20,3   |
| 16,8   | 30-44 ans    | 16,3   |
| 15,2   | 15-29 ans    | 13,2   |
| 17     | 0-14 ans     | 15,6   |

## Économie

### Emploi
| Division       | 2008  | 2013  | 2018   |
| -------------- | ----- | ----- | ------ |
| Commune        | 2,4 % | 4,2 % | 10,7 % |
| Département    | 6,3 % | 7,7 % | 7,7 %  |
| France entière | 8,3 % | 10 %  | 10 %   |

En 2018, la population âgée de 15 à 64 ans s'élève à 25 personnes, parmi lesquelles on compte 57,1 % d'actifs (46,4 % ayant un emploi et 10,7 % de chômeurs) et 42,9 % d'inactifs,. En  2018, le taux de chômage communal (au sens du recensement) des 15-64 ans est supérieur à celui du département et de la France, alors qu'en 2008 la situation était inverse.
La commune est hors attraction des villes,. Elle compte 3 emplois en 2018, contre 11 en 2013 et 6 en 2008. Le nombre d'actifs ayant un emploi résidant dans la commune est de 12, soit un indicateur de concentration d'emploi de 23,1 % et un taux d'activité parmi les 15 ans ou plus de 25 %.
Sur ces 12 actifs de 15 ans ou plus ayant un emploi, 3 travaillent dans la commune, soit 23 % des habitants. Pour se rendre au travail, 76,9 % des habitants utilisent un véhicule personnel ou de fonction à quatre roues et 23,1 % n'ont pas besoin de transport (travail au domicile).

## Culture locale et patrimoine

### Lieux et monuments
- Église Saint-Martin.
- Croix monumentales.
- Tour crénelée de la Bastide.
- Lavoir et fours banaux.

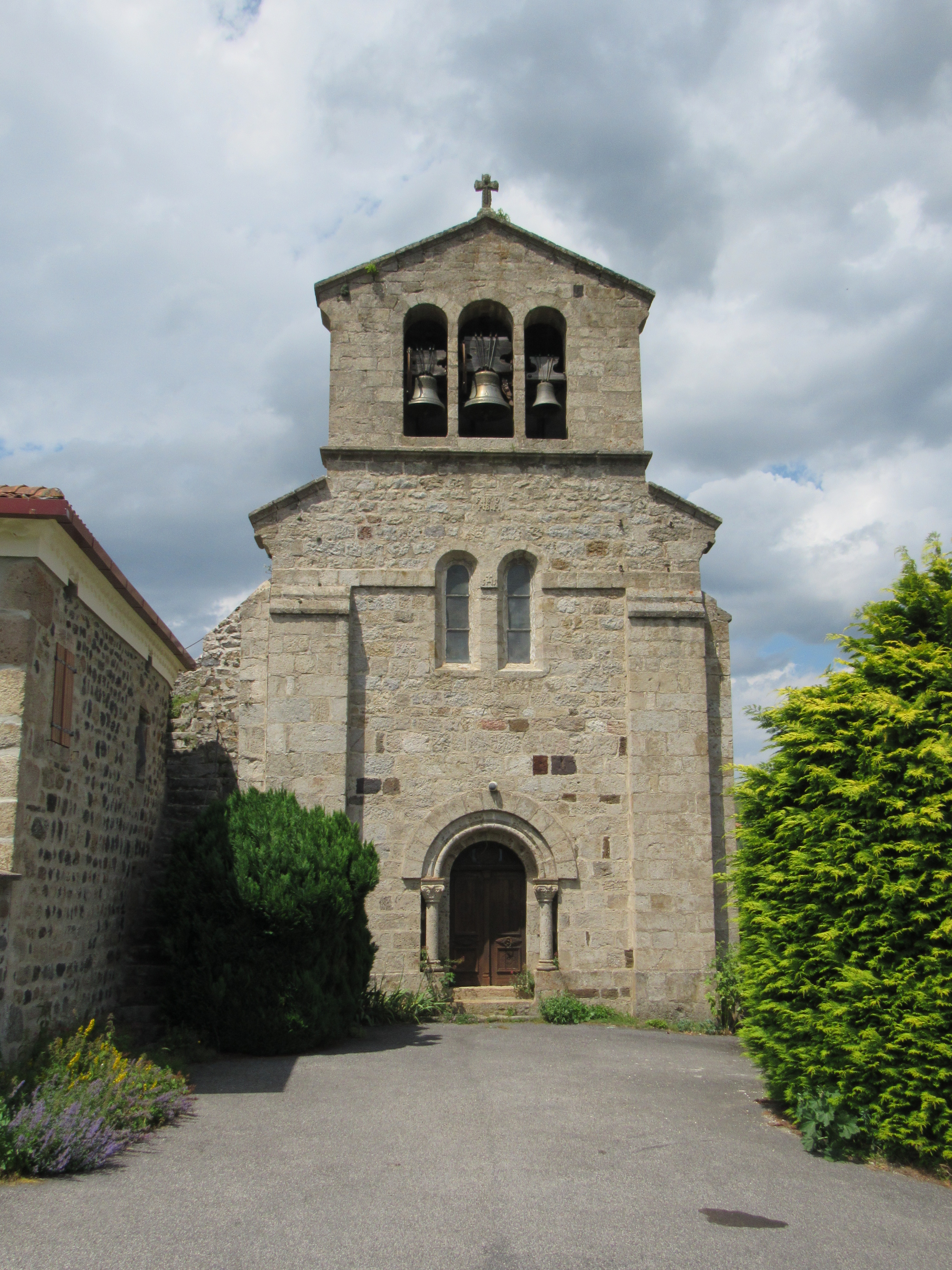
Église de Vielprat.
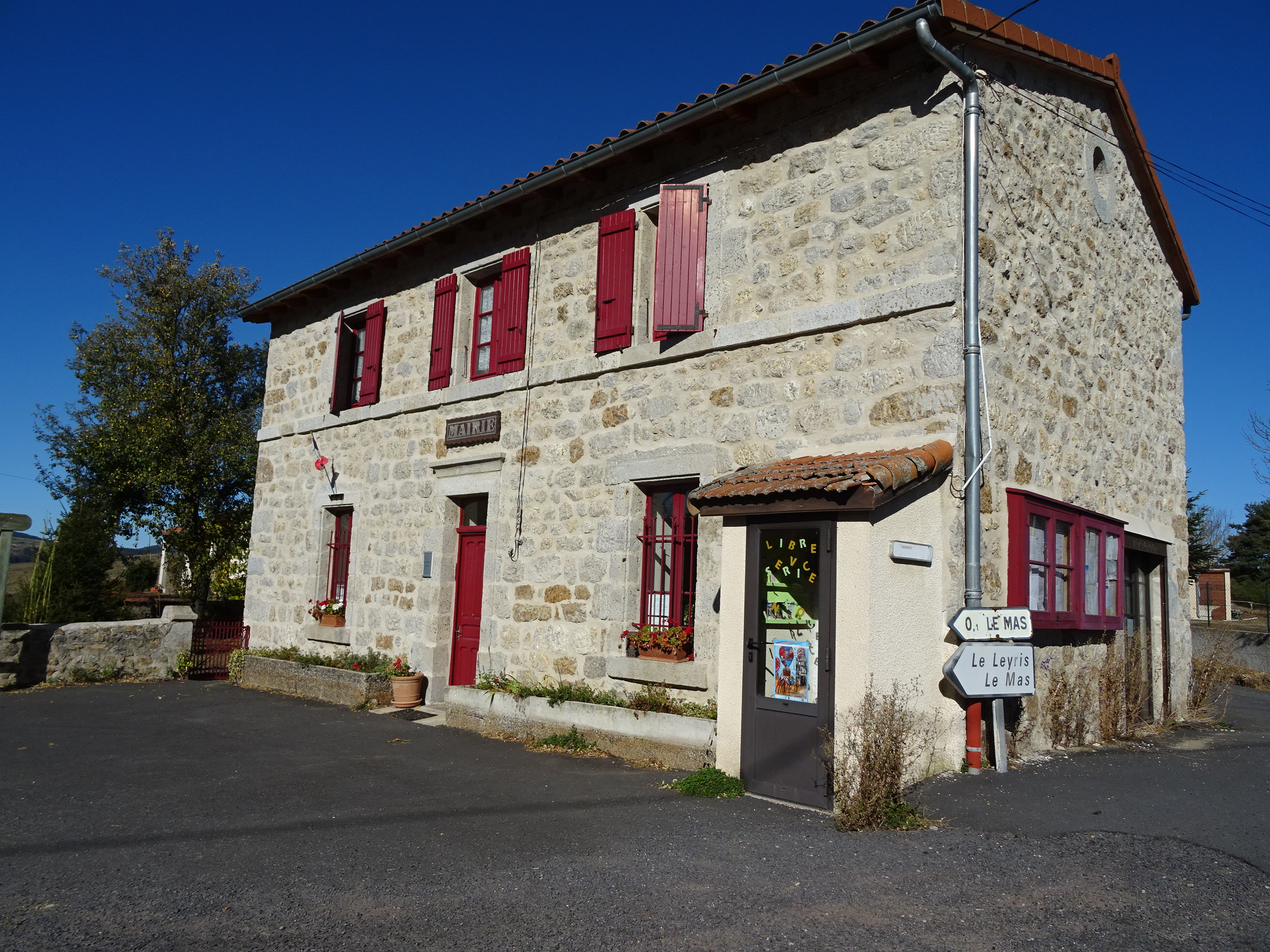
Mairie.
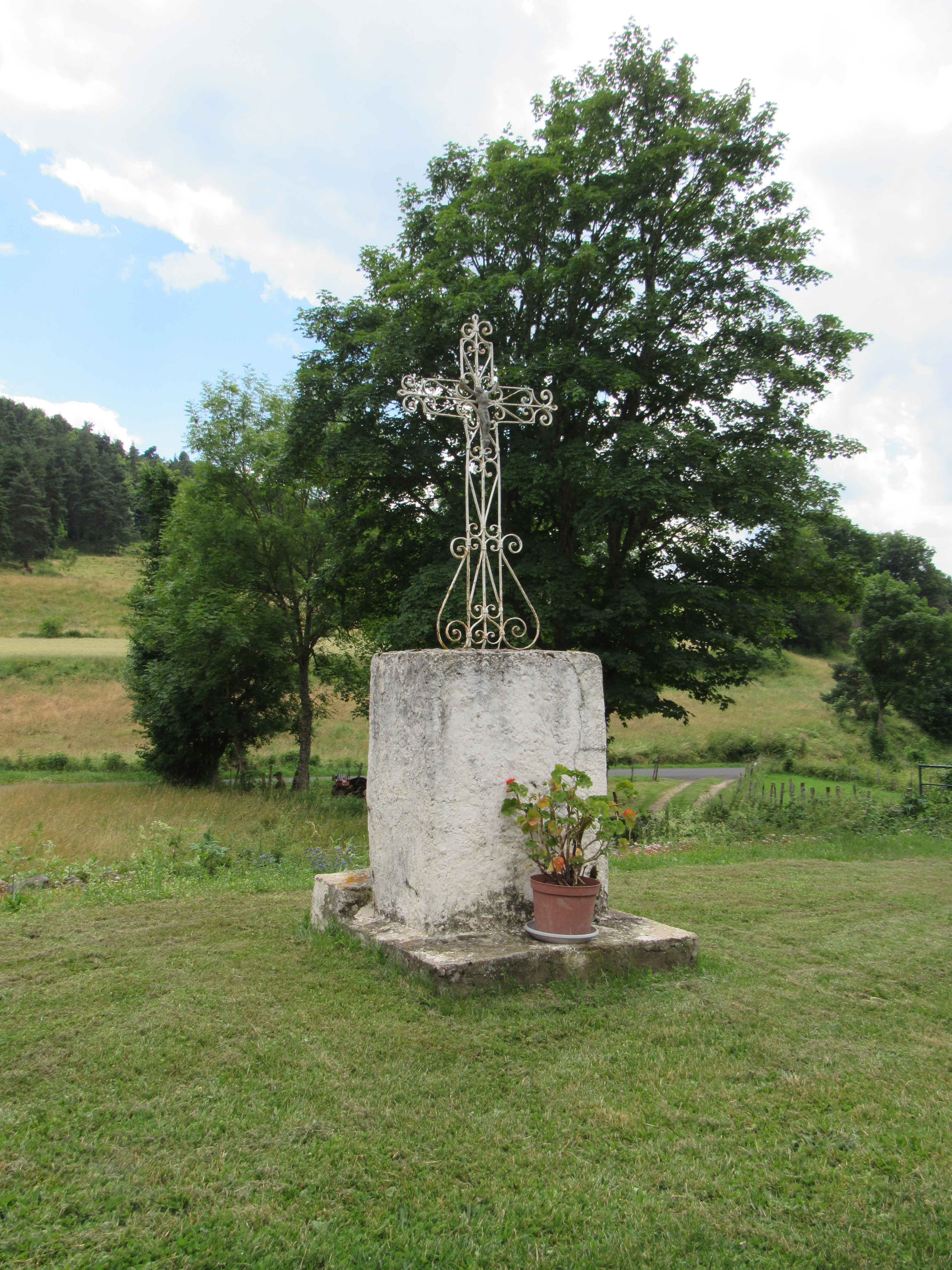
Croix du Mas de Testud.
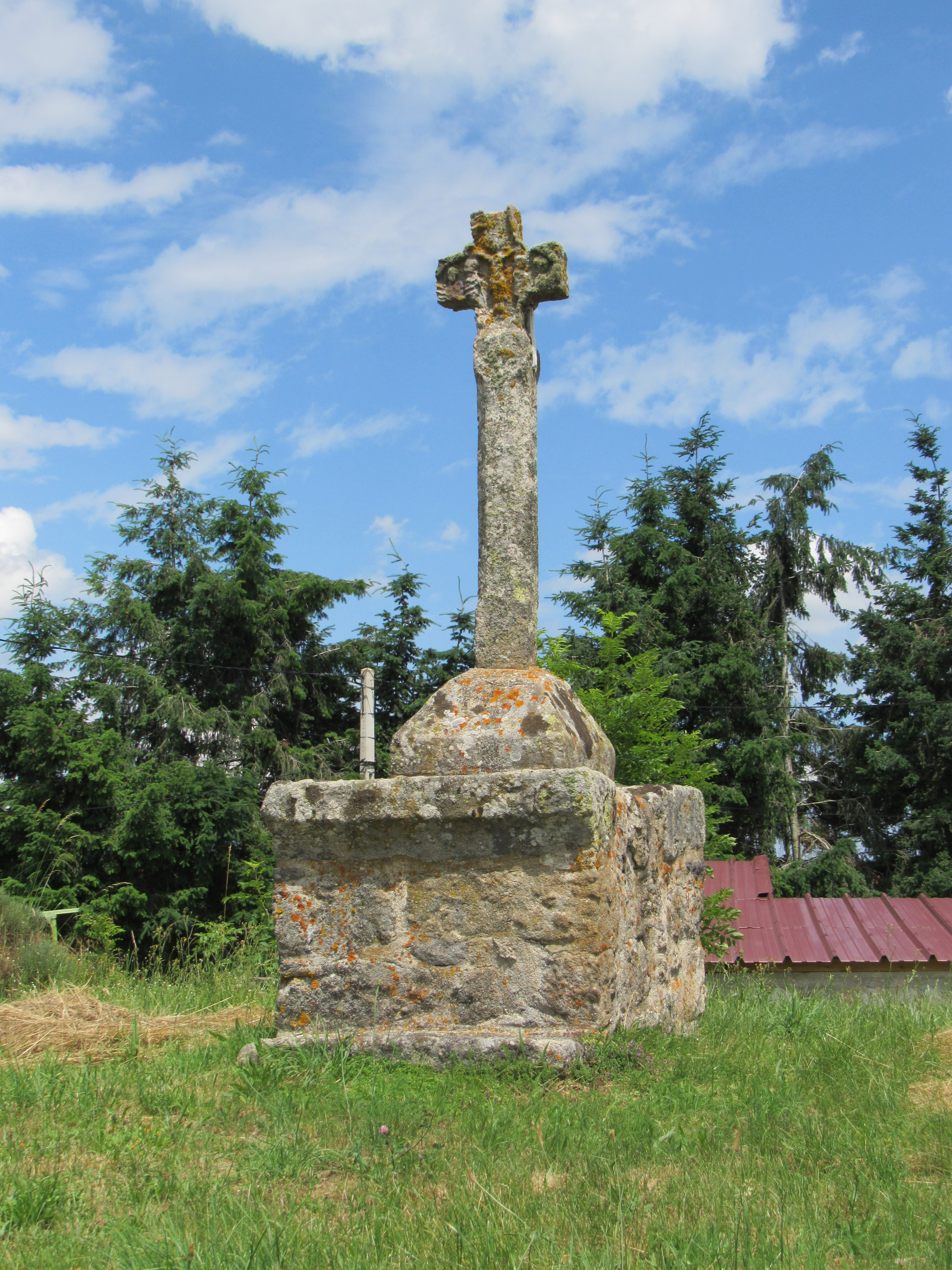
Croix du Montet.
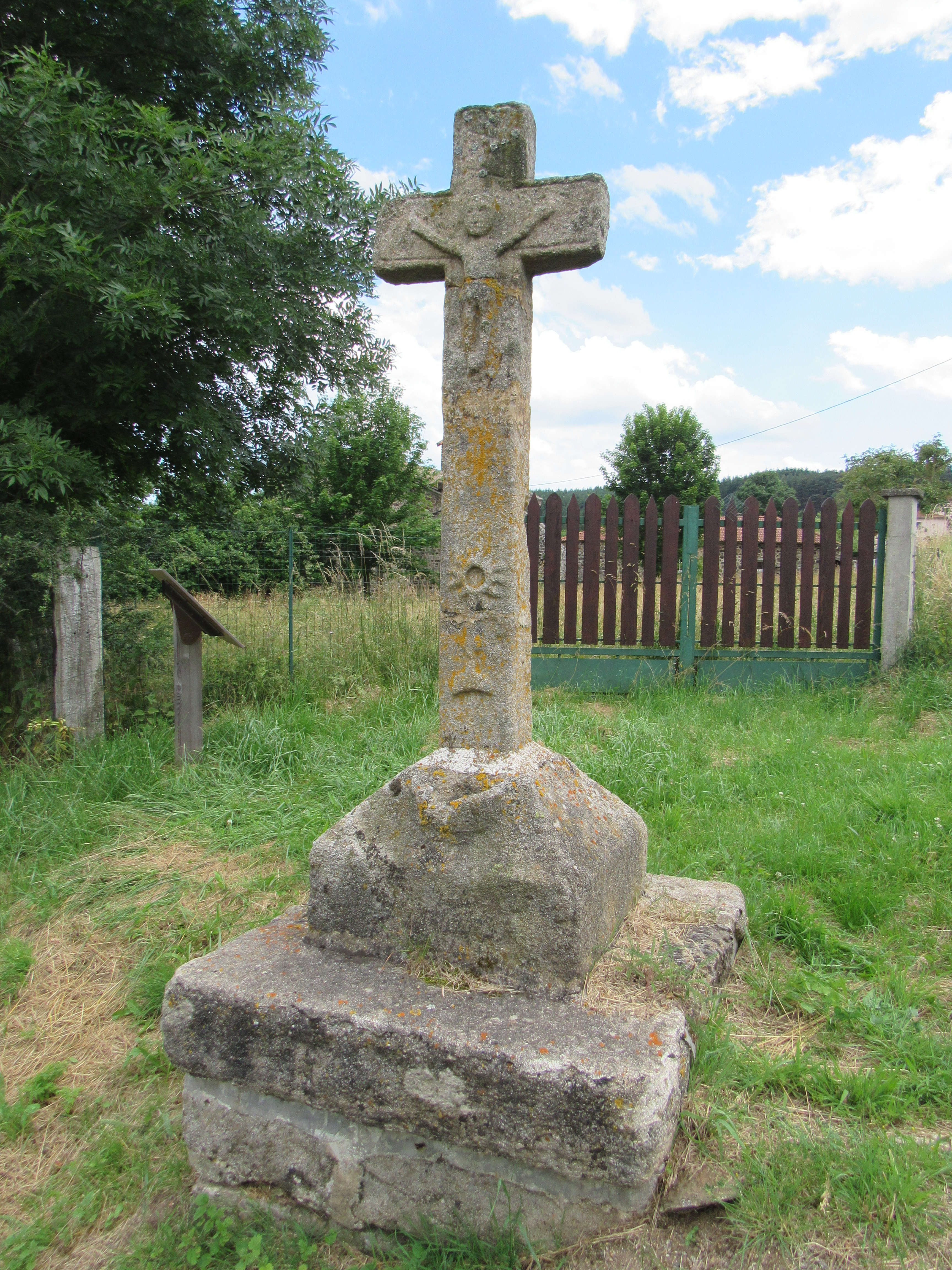
Croix vers l'église.